# Adolfo Nicolás
Adolfo Nicolás Pachón, (Villamuriel de Cerrato, Palência, 29 de abril de 1936 – Japão, 20 de maio de 2020) foi um sacerdote católico espanhol, membro da Companhia de Jesus, que foi Prepósito-Geral daquela ordem religiosa entre 19 de Janeiro de 2008 e 14 de outubro de 2016, quando foi sucedido por Arturo Sosa Abascal.

## Dados pessoais
Aos 71 anos é o 30.º sucessor de Santo Inácio de Loyola desde que a Companhia de Jesus foi fundada em 1540.

## Dados profissionais
Fez o seu noviciado na Espanha, no ano de 1953. Posteriormente, estudou filosofia em Madrid e teologia em Tóquio, de 1964 a 1968. Foi ordenado sacerdote na capital japonesa, em 1967, tendo depois freqüentado a Pontifícia Universidade Gregoriana, de Roma, entre 1968 e 1971. De regresso ao Japão, foi professor de teologia sistemática na Universidade Sophia de Toquio, até 1978. Seguiu para as Filipinas, de 1978 a 1984, e voltou ao Japão. Entre 1993 e 1999 foi superior da província jesuíta japonesa.
O Pe. Nicolás passou largos anos em missão no Japão, onde era professor de Teologia em Tóquio. Desempenhava ainda funções de moderador da Conferência Jesuíta da Ásia Leste e da Oceania, desde 2004.
Foi eleito Prepósito-Geral pela 35.ª Congregação Geral da Companhia de Jesus. Após ter recebido mais de metade dos votos, seu nome foi divulgado após uma comunicação telefônica ao Papa Bento XVI, que pela tradição deve ser o primeiro a saber quem é o novo Prepósito-Geral.
Em carta circular enviada a toda a Companhia de Jesus, o padre Adolfo Nicolás, superior geral da Ordem religiosa, anunciou em 20 de maio de 2014, que, no final do ano, convocou a 36ª Congregação Geral, que foi realizada no final de 2016. Com isso, a reunião dos provinciais, prevista para janeiro de 2015, em Yogyakarta, Indonésia, foi cancelada.
Durante esta CG, padre Adolfo Nicolás apresentou sua renúnciae a Congregação aceitou-a, e o seu sucessor foi eleito. Em sua carta a todos os jesuítas, o Pe. Geral manifestou ter obtido a aprovação de Sua Santidade, o Papa Francisco.

## Dados adicionais
A Ordem fundada por Santo Inácio de Loyola, uma das mais respeitadas e admiradas na Igreja Católica, conta hoje com quase vinte mil religiosos em mais de cem países de todo o mundo. Em 1965, contudo, esse número chegava a trinta mil e trezentos religiosos.

## Morte
Padre Nicolás morreu no dia 20 de maio de 2020 no Japão, aos 84 anos.